# Жертвина
Жертвина — река в России, протекает по Свердловскому району Орловской области. Левый приток Неручи.

## География
Река Жертвина берёт начало севернее посёлка Змиёвка. Течёт на восток через деревни Бонки и Озёрки. Устье реки находится у села Богодухово в 59 км от устья Неручи. Длина реки составляет 12 км.

## Данные водного реестра
По данным государственного водного реестра России относится к Окскому бассейновому округу, водохозяйственный участок реки — Ока от города Орёл до города Белёв, речной подбассейн реки — бассейны притоков Оки до впадения Мокши. Речной бассейн реки — Ока.
Код объекта в государственном водном реестре — 09010100212110000018223.